# Moxee
Moxee ist eine Stadt (City) im Yakima County im US-Bundesstaat Washington. Das U.S. Census Bureau hat bei der Volkszählung 2020 eine Einwohnerzahl von 4326 ermittelt.
Nach dem Washington State Office of Financial Management rangiert Moxee auf dem fünften Platz unter 279 verglichenen Gemeinden beim Bevölkerungswachstum zwischen 2000 und 2005.

## Geschichte
Moxee wurde erstmals 1867 durch Mortimer Thorp und einige frankokanadische Farmer besiedelt. Eine Thermalquelle auf der Thorp Ranch stieß das ganze Jahr über Dampf aus und gefror niemals. Sie war bei den Ureinwohnern als „Moxee“ bekannt, einem Sahaptin-Wort für eine essbare Wurzel, und wurde als Name für die Siedlung angenommen. Über die Zeit war die Gemeinde unter verschiedenen Namen bekannt, so „Artesian“, „Moksee“, „Moxie“, „Moxee City“ und „Moxee“.
Der sandige Boden und das milde Klima der Region waren ideal für den Anbau von Wein und von Hopfen für die Bier-Herstellung. Zur Jahrhundertwende hatte die Northern Pacific Railroad eine nahegelegene Eisenbahnstrecke fertiggestellt und Bewässerungs-Projekte wurden umgesetzt, um reiche Landwirtschaftsflächen für neue Siedler verfügbar zu machen. Dies zog mehr und mehr französische und frankokanadische Landwirte an, die zunächst ins nördliche Minnesota und ins nördliche Michigan immigriert waren. An der La Framboise Road wurde eine französische Schule gegründet und bis zum Beginn des Ersten Weltkrieges wurden Messen in der Holy Rosary Parish auf Französisch abgehalten.
Am 27. April 1921 wurde Moxee City als Stadt anerkannt. Straßennamen in der Nachbarschaft wie Charron, Faucher, Rivard, Beaudry, Desmarais, Robillard, Beauchene, Gamache, Champoux, Morrier und St. Hilaire reflektieren noch heute das frankokanadische Erbe von Moxee. Heute stammen jedoch ein Drittel der Einwohner von Hispanics ab.

## Geographie
Moxee liegt auf 46°33'23" N / 120°23'14" W. Nach dem United States Census Bureau nimmt die Stadt eine Gesamtfläche von 4,38 km² ein, worunter keine Wasserflächen sind.

### Klima
Nach der Klimaklassifikation nach Köppen und Geiger hat Moxee ein semiarides Klima (abgekürzt „BSk“).
|                        | Jan    | Feb    | Mär    | Apr   | Mai   | Jun   | Jul   | Aug   | Sep   | Okt    | Nov    | Dez    |   |        |
| Mittl. Temperatur (°C) | −1,58  | 1,92   | 5,33   | 8,89  | 13,19 | 17,06 | 20,58 | 20,00 | 16,03 | 9,67   | 3,19   | −1,11  | ⌀ | 9,5    |
| Mittl. Tagesmax. (°C)  | 18,33  | 20,00  | 23,89  | 30,56 | 37,22 | 38,89 | 40,56 | 42,22 | 36,67 | 31,11  | 22,22  | 15,56  | ⌀ | 29,8   |
| Mittl. Tagesmin. (°C)  | −29,44 | −28,89 | −16,11 | −7,78 | −7,22 | −2,22 | −1,67 | 0,00  | −4,44 | −13,33 | −21,67 | −30,56 | ⌀ | −13,5  |
|                        |        |        |        |       |       |       |       |       |       |        |        |        |   |        |
| Niederschlag (mm)      | 23,62  | 14,99  | 16,51  | 17,02 | 17,27 | 18,03 | 6,35  | 9,14  | 9,65  | 17,02  | 24,64  | 25,65  | Σ | 199,89 |
|                        |        |        |        |       |       |       |       |       |       |        |        |        |   |        |
| Regentage (d)          | 6      | 5      | 5      | 5     | 5     | 4     | 2     | 2     | 3     | 4      | 7      | 7      | Σ | 55     |

| −29,44 |

| −28,89 |

| −16,11 |

| −7,78 |

| −7,22 |

| −2,22 |

| −1,67 |

| 0,00 |

| −4,44 |

| −13,33 |

| −21,67 |

| −30,56 |

| −29,44 |

| −28,89 |

| −16,11 |

| −7,78 |

| −7,22 |

| −2,22 |

| −1,67 |

| 0,00 |

| −4,44 |

| −13,33 |

| −21,67 |

| −30,56 |

## Demographie
| Jahr | Einwohner¹ |
| ---- | ---------- |
| 1930 | 283        |
| 1940 | 335        |
| 1950 | 543        |
| 1960 | 499        |
| 1970 | 600        |
| 1980 | 687        |
| 1990 | 814        |
| 2000 | 821        |
| 2010 | 3.308      |
| 2020 | 4.326      |

¹ 1930–2020: Volkszählungsergebnisse

### Census 2000
Nach der Volkszählung von 2000 gab es in Moxee 821 Einwohner, 292 Haushalte und 202 Familien. Die Bevölkerungsdichte betrug 268,6 pro km². Es gab 307 Wohneinheiten bei einer mittleren Dichte von 100,5 pro km².
Die Bevölkerung bestand zu 66,99 % aus Weißen, zu 0,73 % aus Afroamerikanern, zu 1,58 % aus Indianern, zu 0,49 % aus Asiaten, zu 27,65 % aus anderen „Rassen“ und zu 2,56 % aus zwei oder mehr „Rassen“. Hispanics oder Latinos „jeglicher Rasse“ bildeten 31,79 % der Bevölkerung.
Von den 292 Haushalten beherbergten 39,7 % Kinder unter 18 Jahren, 55,1 % wurden von zusammen lebenden verheirateten Paaren, 9,6 % von alleinerziehenden Müttern geführt; 30,5 % waren Nicht-Familien. 28,1 % der Haushalte waren Singles und 15,4 % waren alleinstehende über 65-jährige Personen. Die durchschnittliche Haushaltsgröße betrug 2,8 und die durchschnittliche Familiengröße 3,48 Personen.
Der Median des Alters in der Stadt betrug 32 Jahre. 33,3 % der Einwohner waren unter 18, 7,1 % zwischen 18 und 24, 30,9 % zwischen 25 und 44, 18,4 % zwischen 45 und 64 und 10,4 65 Jahre oder älter. Auf 100 Frauen kamen 99,8 Männer, bei den über 18-Jährigen waren es 94,3 Männer auf 100 Frauen.
Alle Angaben zum mittleren Einkommen beziehen sich auf den Median. Das mittlere Haushaltseinkommen betrug 32.500 US$, in den Familien waren es 40.500 US$. Männer hatten ein mittleres Einkommen von 35.667 US$ gegenüber 20.313 US$ bei Frauen. Das Pro-Kopf-Einkommen betrug 14.176 US$. Etwa 7,8 % der Familien und 12,2 % der Gesamtbevölkerung lebte unterhalb der Armutsgrenze; das betraf 11,8 % der unter 18-Jährigen und 9,6 % der über 65-Jährigen.

### Census 2010
Nach der Volkszählung von 2010 gab es in Moxee 3.308 Einwohner, 1.014 Haushalte und 809 Familien. Die Bevölkerungsdichte betrug 755,8 pro km². Es gab 1.032 Wohneinheiten bei einer mittleren Dichte von 235,8 pro km².
Die Bevölkerung bestand zu 70,9 % aus Weißen, zu 0,6 % aus Afroamerikanern, zu 2,3 % aus Indianern, zu 1,2 % aus Asiaten, zu 21,2 % aus anderen „Rassen“ und zu 3,8 % aus zwei oder mehr „Rassen“. Hispanics oder Latinos „jeglicher Rasse“ bildeten 39 % der Bevölkerung.
Von den 1014 Haushalten beherbergten 57,2 % Kinder unter 18 Jahren, 56,5 % wurden von zusammen lebenden verheirateten Paaren, 15,1 % von alleinerziehenden Müttern und 8,2 % von alleinstehenden Vätern geführt; 20,2 % waren Nicht-Familien. 15,5 % der Haushalte waren Singles und 4,9 % waren alleinstehende über 65-jährige Personen. Die durchschnittliche Haushaltsgröße betrug 3,26 und die durchschnittliche Familiengröße 3,59 Personen.
Der Median des Alters in der Stadt betrug 27,7 Jahre. 36,5 % der Einwohner waren unter 18, 9,3 % zwischen 18 und 24, 32,4 % zwischen 25 und 44, 16,4 % zwischen 45 und 64 und 5,3 65 Jahre oder älter. Von den Einwohnern waren 49,5 % Männer und 50,5 % Frauen.